# John George Walters Clark
John George Walters Clark, britanski general, * 1892, † 1948.